# Triwidadi
Triwidadi is een bestuurslaag in het regentschap Bantul van de provincie Jogjakarta, Indonesië. Triwidadi telt 9875 inwoners (volkstelling 2010).